# Cashmere Mafia
Cashmere mafia es una serie de televisión estadounidense de género dramático. La serie fue creada por Kevin Wade, que contó con los productores Darren Star, Gail Katz, Jeff Rake and Michael Pressman, con Susie Fitzgerald como coporductora ejecutiva. Peyton Reed dirigió el episodio «Piloto» de la serie.
El canal ABC (cadena que emite la serie en EE.UU y creadora de la serie) decidió que la serie no se renovaría para una segunda temporada. Por otro lado Sony Pictures Home Entertainment está planeando lanzar la serie en DVD en Estados Unidos, mientras que en Australia se lanzó la temporada en DVD el 26 de noviembre de 2008.

## Argumento
Cashmere mafia sigue las vidas de cuatro ambiciosas mujeres, que son mejores amigas desde que se conocieron es la escuela de negocios, que intentan encontrar un balance entre sus glamurosas vidas y sus prominentes carreras con sus vidas personales, y para ello crean su propio «club» (La mafia del cashmere), que utilizan para protegerse y aconsejarse en sus problemas diarios que les suceden día a día en la ciudad de Nueva York.

## Reparto

### Personajes principales
- Lucy Liu como Mia Mason, una publicista en Barnstead Media Group.
- Frances O'Connor como Zoe Burden, una directora de fusiones y adquisiciones de Gorham Sutter.
- Miranda Otto como Juliet Draper, una organizadora y relaciones públicas de los Hoteles y Resorts Stanton Hall.
- Bonnie Somerville como Caitlin Dowd, una directora de marketing en cosméticos Lily Parrish.
- Peter Hermann como Davis Draper, un mánager de un fondo de cobertura y exmarido de Juliet.
- Julian Ovenden como Eric Burden, un arquitecto y marido de Zoe

### Personajes secundarios
- Noelle Beck como Cilla Grey, una amiga/enemiga de la "Mafia del cashmere", tuvo un affair con Davis.
- Peyton R. List como Sasha Burden, hija de Zoe.
- Nicholas Art como Luke Burden, hijo de Zoe.
- Addison Timlin como Emily Draper, hija adolescente de Juliet.